# Wonderful Tonight
Wonderful Tonight è un brano musicale composto da Eric Clapton, compreso nell'album Slowhand del 1977 e pubblicato come singolo nel maggio dello stesso anno. Insieme a Cocaine, il pezzo sarà uno dei più amati e replicati negli innumerevoli concerti di Clapton tra il 1977 ed oggi. La canzone ebbe un discreto successo alla sua uscita, raggiungendo il 16º posto nella classifica americana ed il 30º nel Regno Unito.

## Storia
Come descritto nell'autobiografia di Eric Clapton ed in quella di Pattie Boyd (pubblicate entrambe nel 2007), la sera del 7 settembre 1976 Eric e Pattie avrebbero dovuto presenziare alla festa in onore di Buddy Holly organizzata annualmente da Paul e Linda McCartney. Mentre Pattie si preparava, Eric ammazzava il tempo strimpellando la chitarra sul divano; ad un certo punto lui si spazientì e salì di sopra, dove lei stava ancora scegliendo l'abito da indossare. Clapton ricorda di averle detto: «Ascolta, sei meravigliosa, okay? Per favore, non cambiarti più. Dobbiamo andare o faremo tardi». Clapton scese di sotto, prese la chitarra e, per la rabbia e la frustrazione, si mise a suonare. In una decina di minuti il brano era sostanzialmente pronto.
Eppure Clapton non era molto soddisfatto del proprio lavoro, la riteneva «una canzone che avrei potuto benissimo buttare via». La prima volta che Clapton la suonò in pubblico fu intorno ad un falò a casa di Ronnie Wood, per Pattie e per lo stesso Ronnie, a cui piacque molto. Clapton ricorda: «Fu meglio tenerla».
Il brano, che dà il titolo all'autobiografia della Boyd, viene ricordato anche dalla musa: «Per anni mi ha fatto piangere. Il fatto di aver ispirato Eric, e prima ancora George, a scrivere tutte queste canzoni era molto lunsinghiero. "Wonderful Tonight" è stata il più commovente ricordo di ciò che di buono c'era nella nostra relazione, e quando le cose iniziarono ad andare male, era una tortura ascoltarla».
La canzone rappresenta tutt'oggi uno dei brani più amati di Clapton, nonché uno dei suoi successi maggiormente riproposti da altri artisti, come Butch Baker e i Damage.

## Peaches and Diesel
Il lato b del singolo, intitolato Peaches and Diesel, è uno strumentale che presenta come motivo di chitarra il tema che Clapton scartò proprio per Wonderful Tonight.

## Formazione
- Eric Clapton – voce, chitarra
- Dick Sims – tastiere
- Marcy Levy e Yvonne Elliman – cori
- Carl Radle – basso
- George Terry – chitarra
- Jamie Oldaker – batteria, percussioni